# Стефан Георгов
Стефан Петров Георгов е български художник живописец.

## Биография
Стефан Георгов е роден на 6 март 1899 година във Варна. През 1928 година завършва живопис в Художествената академия в класа на Цено Тодоров. Работи като преподавател в Перник и София в периода 1932 – 1948 година. Първата самостоятелна изложба на Георгов е през 1935 година. Известната му творба „Коситба“ (1937) е показана на втората му самостоятелна изложба. Излага творбите си предимно в София, Варна и Перник.
Той е известен с пейзажите си с миньорска тематика, но е автор също така на портрети. Член е на Дружеството на хубоджниците в България, а след това на Съюза на българските художници. Георгов излага творбите си и в общи художествени изложби, което е отбелязано от критиката във вестник „Слово“ в брой 1759 от 15 септември 1927 година. Неговата картина „Рудник“ е включена в каталога на ХХ Обща художествена изложба на българските художници. Награден е с орден „Св. св. Кирил и Методий“ II степен през 1969 година. Умира през 1987 година.